# Чучелово
Чучелово — деревня в Починковском районе Смоленской области России. Входит в состав Переснянского сельского поселения. Население — 13 жителей (2007 год). 
Расположена в центральной части области в 15 км к северу от Починка, в 11 км восточнее автодороги А141 Орёл — Витебск. В 4 км южнее деревни расположена железнодорожная станция Пересна на линии Смоленск — Рославль. 

## История
В годы Великой Отечественной войны деревня была оккупирована гитлеровскими войсками в июле 1941 года, освобождена в сентябре 1943 года.